# Anthro
Anthro es un personaje de superhéroe ficticio publicado por DC Comics, presentado como el "primer niño", un Cro-Magnon nacido de padres neandertales. Anthro fue creado por el caricaturista Howard Post; apareció por primera vez en Showcase # 74 (marzo de 1968).

## Historial de publicaciones
Después de una sola aparición en Showcase, Anthro recibió su propio título, que duró 6 números (1968-1969). Los seis números fueron escritos y dibujados por Post, con Wallace Wood proporcionando tinta para el número final.
Desde la cancelación de su título, ha hecho apariciones menores, sobre todo en Crisis on Infinite Earths #2. Posteriormente, Anthro apareció en la reposición de Tales of the Unexpected en 2006 y en la miniserie Final Crisis de 2008 de Grant Morrison y J. G. Jones. Anthro también protagonizó la primera historia de DC Universe Holiday Special 2010.

## Historia ficticia
Anthro es el primer niño de Cromañón nacido en la Edad de Piedra. Su padre, el hombre de las cavernas neandertal Ne-Ahn, es el jefe de su tribu; su madre, un miembro cautivo de otra tribu. Al ganar dos cavernícolas competidoras como sus esposas, las mujeres de Cro-Magnon Embra y Nima, Anthro comienza la raza humana, ya que Embra vive para dar a luz a su primer hijo.
Justice League Europe Annual #2 presenta una versión de Anthro. En una línea de tiempo alternativa, Anthro rescata a una Silver Sorceress mayor, perdida en el tiempo, de una gran criatura. Exhibe una gran avidez, aplastando a la bestia mucho después de haberla sometido. Una cavernícola aburrida, aparentemente Embra o Nima, se une a la Hechicera para ver la 'batalla' de Anthro.
Anthro aparece en la novela gráfica " Doctor Thirteen : Architecture & Mortality". Hablando solo francés, pronto se derrite de un trozo de hielo en lo que parece ser el día moderno. Ayuda al Doctor,  Infectious Lass, Genius Jones, Captain Fear y otros personajes algo heroicos en una misión para mantener su existencia relevante. La historia termina con su estatus aparentemente amenazado por el propio lector de la novela.
El número uno de Final Crisis presenta una introducción extendida que involucra a Anthro, donde el Nuevo Dios Metron aparece ante el niño y le da el conocimiento y la habilidad para hacer fuego. Esto inicia una secuencia en la que Anthro es capaz de luchar contra un grupo de asaltantes salvajes (dirigidos por Vándalo Salvaje) con un palo en llamas. En esta representación, Anthro es mucho más como un hombre de las cavernas en su atuendo, vistiendo solo un taparrabos y una cartera, y portando armas de piedra y madera, mientras que su cuerpo se parece más a un adolescente moderno en lugar de tener una apariencia de Cro-Magnon. Además, solo se expresa con signos ! y ?, ya que aparentemente no puede hablar, al igual que el resto de los personajes cavernícolas del libro. En las páginas del número, Anthro parece tener una visión de Kamandi. En el último número de Final Crisis, Anthro aparece como un anciano, dibujando los símbolos que vio en el cuerpo de Metron en la pared de una cueva. Cuando termina de dibujar, muere en paz, vigilado por Bruce Wayne, quien se pierde en el tiempo. Las secuelas de la muerte de Anthro en sus amigos y familiares se exploran en la serie limitada Batman: The Return of Bruce Wayne.
Durante la historia de "Dark Nights: Death Metal", Anthro se encuentra entre los superhéroes revividos por Batman usando un anillo Black Lantern.

## Poderes y habilidades
Anthro es un hábil rastreador y cazador.
Anthro tuvo un papel secundario en la serie Booster Gold, comenzando con el número ocho. En esta historia, como en Tales of the Unexpected, Anthro usa una chaqueta de cuero que se parece a la de Mr. Terrific, pero tiene el nombre de Anthro en las mangas en lugar de "Fair Play". Esta es una línea de tiempo alternativa Anthro, que es parte de un grupo de resistencia contra el asesino Maxwell Lord. Sus compañeros incluyen a Green Arrow, Hawkman, Wild Dog y Pantha. Durante el vuelo a la sede de Lord, Anthro es eliminado por un Superman controlado mentalmente.
En Final Crisis: Superman Beyond # 1, Superman se mueve brevemente a través de Earth-20, donde existen versiones alternativas de varios héroes antiguos de DC Comics como 'The Society of Super-Heroes', un grupo de hombres misteriosos de estilo 'pulp' liderado por Doc Fate e incluyendo a Immortal Man. El escritor Grant Morrison lo describió como una "cosa retro de los años 40". En The Multiversity - The Society of Super-Heroes: Conquerors from the Counter-World #1 (2014), se revela que Immortal Man de Tierra-20 es Anthro, quien estuvo expuesto al mismo meteorito que le otorgó los poderes de Vandal Savage. Él y la Sociedad de Superhéroes de Doc Fate son la última defensa de Earth-20 de una invasión de su mundo malvado emparejado, Tierra-40, donde la milicia está dirigida por Vandal Savage y Lady Shiva.

## Aparición en otros medios
Anthro aparece en el episodio de Batman: The Brave and the Bold, "¡El asedio de Starro!". Se le muestra durante un montaje que muestra a varios héroes a lo largo de la historia donde derrota a Kru'll el Eterno después de que ataca a algunas personas de las cavernas.
Anthro se menciona en la serie Arrowverso de acción real de The CW, The Flash. En el episodio "Failure Is An Orphan", Eobard Thawne le dice a Nora West-Allen/XS que ha estado rastreando la línea de tiempo "desde Anthro, el primer niño, hasta Kamandi, el último".